# Brumlovka
Brumlovka je sídelní jednotka v Praze 4 – Michli.

## Historie

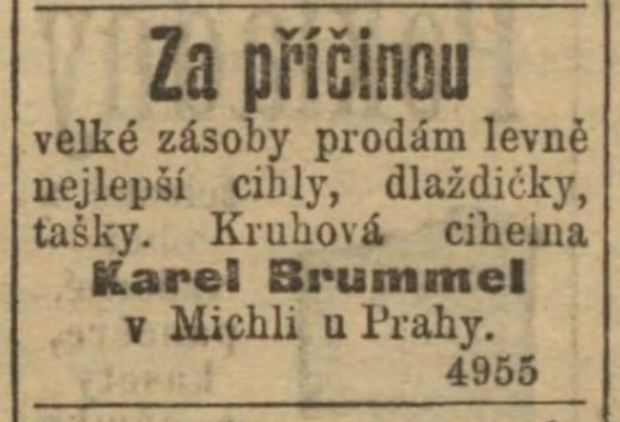
Brummelova cihelna (Brumlovka, Praha-Michle), inzerce 1899

V roce 1894 staroměstský obchodník Karel Brummel koupil v Michli polovinu již existující cihelny, o rok později se stal jejím jediným majitelem. Na zakoupených pozemcích postavil v dnešní Jemnické ulici 10 domů.  Místo tak získalo jméno po majiteli. Ve 20. letech 20. století zde vznikla nouzová kolonie, zaniklá po nové výstavbě v 50. a 60. letech 20. století.

## Současnost
Brownfield od roku 1996 rozvíjí česká společnost Passerinvest Group pod vedením Radima Passera.
Architektonicky moderní a urbanisticky velmi atraktivní prostředí nabízí téměř 15 000 pracovních míst. Své firemní sídlo zde našly české i mezinárodní společnosti. Primární administrativní funkce byla však dávno překročena, byla doplněna výstavbou rezidenčních projektů, volnočasových míst pro sport, relaxaci, místy pro vzdělávání a širokou nabídkou obchodů a služeb.
Na Brumlovce se nacházejí různé kavárny a restaurace, obchody i možnosti pro vzdělání a trávení volného času. Své nepostradatelné místo zde má mateřská, základní a střední škola a společenské centrum. V blízkosti dvou rozsáhlých udržovaných parků jsou umístěny relaxační zóny, dětská hřiště a sportoviště (vč. atletického stadionu). Únikem je exkluzivní wellness a fitness Balance Club Brumlovka s 25m plaveckým bazénem. V areálu se v průběhu roku konají různé akce – např. sportovní lekce, cestovatelské večery nebo různé street food festivaly.
Součástí areálu je moderní architektura, městské parky, vodní prvky a fontány či umělecká díla. Jedním z takových je pohyblivá instalace „Brouka“ od umělce Davida Černého.